# Lars Lønberg
Lars Lønberg (Frederiksberg, 14 de abril de 1953) es un deportista danés que compitió en vela en la clase 470. Ganó una medalla de plata en el Campeonato Europeo de 470 de 1976.

## Palmarés internacional
| Campeonato Europeo | Campeonato Europeo   | Campeonato Europeo | Campeonato Europeo |
| Año                | Lugar                | Medalla            | Clase              |
| ------------------ | -------------------- | ------------------ | ------------------ |
| 1976               | Hellerup (Dinamarca) | Medalla de plata   | 470                |